# هلن گریس
هلن گریس (انگلیسی: Helen Grace؛ زادهٔ ۲۰ اوت ۱۹۷۱) بازیگر اهل بریتانیا است. وی از سال ۱۹۹۶ میلادی تاکنون مشغول فعالیت بوده‌است.
از فیلم‌ها یا مجموعه‌های تلویزیونی که وی در آن‌ها نقش داشته‌است، می‌توان به آدمکشان میدسامر و پوآرو اشاره نمود.